# Maksimovka (kraï du Primorié)
Maksimovka (en russe : Макси́мовка), aussi écrit Maximovka, jusqu'en 1972 Kkhoustine (en russe : Кхуцин, Kkhoustine), est un village du kraï du Primorié en Extrême-Orient russe. Se situant dans le raïon de Terneï, sa population s'élevait à 154 habitants en 2020.

## Toponymie
Lorsque le village fut fondé en 1907, le village repris le nom de la rivière Kkhoustine (en russe : Кхуцин). À noter que la rivière était parfois appelée Khoutsyne, Koumoungou, Koumoungo, soit en russe : Кхуцын, Кумунгоу, Кумунго. Ce nom dériverait du chinois « Kujing » (ou Kounjing), où « Ku » signifie « s'assécher » et « jing » une « petite rivière ». Le nom est littéralement une « petite rivière asséchée ».
Mais selon une autre version, cela viendrait de Kushungu (aussi Kunhu, Kumgu), qui d'ailleurs a fait qu'Arseniev a appelé la rivière Kusun (Kutsun). Selon Arseniev, cela viendrait de Kusun-go, à comprendre « Vallée sec des pins ». Chez les Oudihés, la rivière était appelée Kui ou Kugi, et chez les Ortoches Kusun, ce qui signifie en Orotche « courbe ».
Avec le renommage des lieux géographiques en Extrême-Orient en 1972 suivant la rupture sino-soviétique et le conflit de l'Île Damanski, les noms chinois sont renommés avec des noms russes.

## Géographie

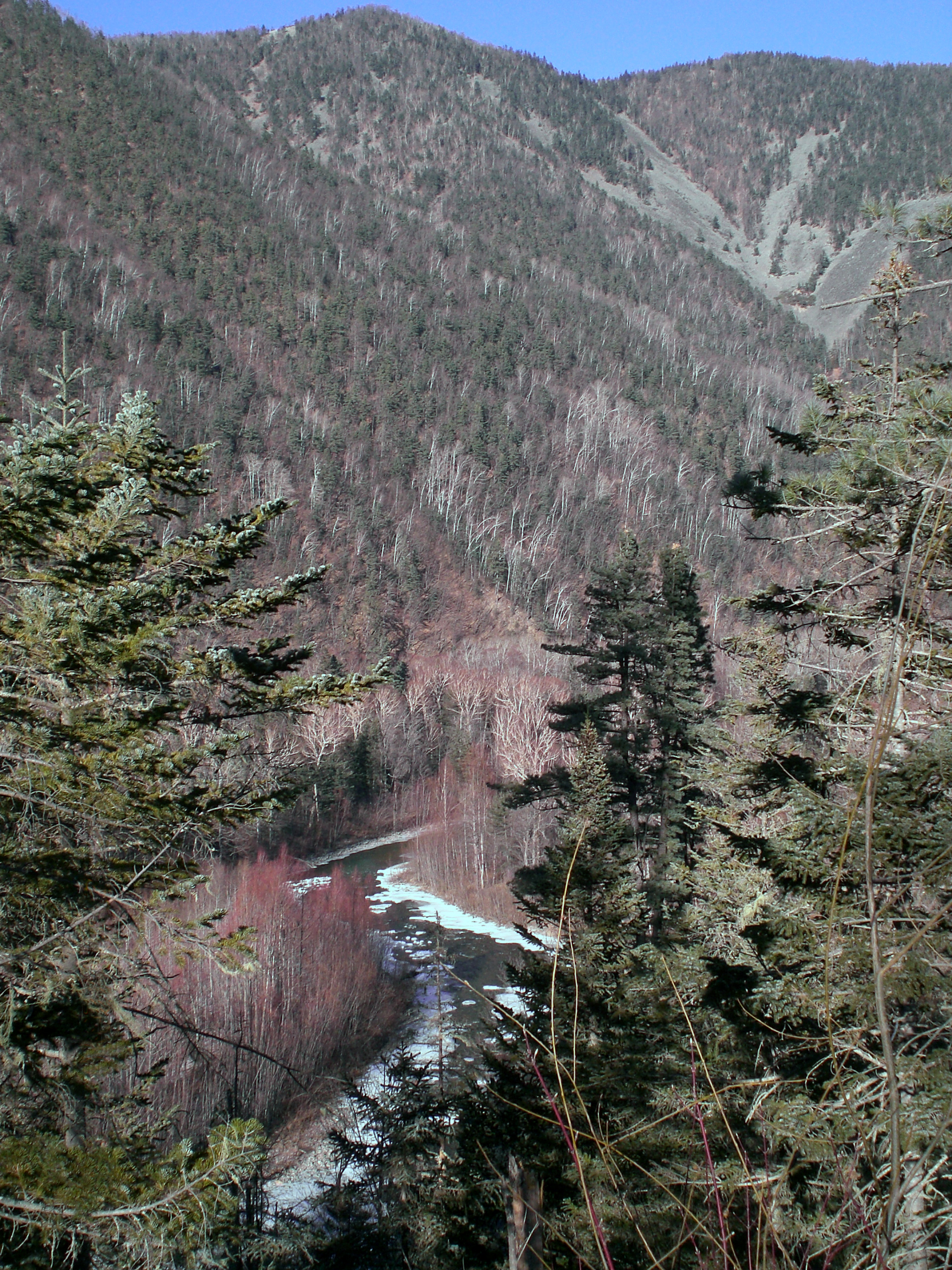
La Maksimovka dans son cours supérieur.

La localité est située dans le kraï du Primorié, un sujet de l'Extrême-Orient de la Russie, juste à côté de la Mandchourie chinoise. Elle se trouve dans le district fédéral Extrême-Oriental, à 576 km de Vladivostok, la capitale du kraï et du district, ainsi qu'à 6 478 km de la capitale du pays Moscou.
Maksimovka est l'une des onze localités du raïon de Terneï, le raïon le plus au nord du kraï. Son centre administratif est la commune urbaine de Terneï, à 152 km au sud-ouest. Le village le plus proche est Oust-Sobolevka, à 12 km au nord-est.
Le village se situe dans une plaine fluviale bordée par la mer du Japon, plus précisément du détroit de Tatarie, détroit séparant le continent asiatique de l'île de Sakhaline. Cette plaine est empruntée par la Maksimovka (ru) (jusqu'en 1972 - Kkhoustine), fleuve côtier long de 103 kilomètres qui prend source dans les montagnes environnantes. Ces montagnes qui longent la côte sont la cordillère du Sikhote-Aline, qui longe le littoral depuis l'Amour au nord jusqu'au golfe de Pierre-le-Grand au sud. En raison de son climat, le village est assimilé tout comme le raïon à la région du Nord.

## Histoire

### Empire russe
Le raïon de Terneï n'a commencé à être peuplé par des colons russes qu'à la fin du XIXe siècle. Auparavant, la région, qui était chinoise, était peuplée par quelques tribus Oudihés, Orotches, et autres groupes ethniques du Sikhote-Aline. Les premiers Russes furent des environs ; venant de Sakhaline ; des condamnés évadés ; ainsi que des vieux-croyants vivant dans l'Oussouri ou en Daourie. Ces Russes vivaient dans des cabanes en rondins, s'inspirant des fanzas, et vivaient de la chasse et de la pêche, avec aussi un peu d'agriculture.
Après la fin de la guerre russo-japonaise, le raïon de Terneï tout comme le Primorié subit une colonisation bien plus active, encouragée par les autorités impériales. Ces incitations eurent surtout lieu pendant la période 1906 - 1907, souvent auprès de soldats alors stationnés dans la région.
Ainsi en 1907, des vieux-croyants fondèrent dans ce qui était alors l'ouïezd d'Olga le village de Kkhoustine. Les premiers colons étaient Iefim Nikitovitch Davydov , Stepan Lazarevitch Davydov , Lavrenty Davydov et Grigory Lazarevitch Davydov,, tous de la même famille. L'année suivante, ils furent rejoints par Mikhaïl Filippovitch Nagornov , Ivan Vladimirovich Tokarev, Lev Andronovitch Zaglyadine, Foteï Mitrofanovitch Sannikov, Svetlyakov Zinovy et V.V. Kobko,. Dans les années suivantes, des colons venus d'autres endroits de Russie, dont de la région de Ienisseïsk et d'Oufa, vinrent s'installer dans la bourgade.
Les vieux-croyants amenèrent avec eux leurs us et coutumes. Beaucoup de familles avaient beaucoup d'enfants. Ils construisirent une église en bois sur une colline près du village (qui aujourd'hui n'existe plus). Avec la Première Guerre mondiale, un certain nombre d'hommes furent obligés d'aller se battre, mais certains désertèrent en allant dans la taïga environnante pour éviter la mobilisation.

### Période soviétique
En 1925, d'autres familles vinrent du Priamourié et de la région de la Volga. Avant l'expulsion des Koryo-saram, un certain nombre de Coréens vivaient dans les années 1920 et 1930 dans la région et le village.
La révolution d'Octobre fut bien accueilli dans le village, et un conseil de village fut institué.
Pendant la collectivisation, les vieux-croyants accueillirent très mal les nouvelles mesures, et se soulevèrent, dans ce qui est appelé dans les termes du NKVD : « soulèvement des vieux croyants d'une organisation insurrectionnelle sur la côte nord et dans le bassin de la rivière Bikine dans le DVK en 1932 », aussi appelé affaire pénale n°229. 3 654 personnes couvrant une grande zone du nord du Primorié, avec plus de 75 localités, prirent part au soulèvement, dont le village de Kkhoustine. Mais à cause de la mauvaise gestion, le manque de commandement, le soulèvement fut vite écrasée. 366 personnes furent arrêtés; dont 117 personnes qui furent abattues, le reste condamné à de la prison.
Les vieux-croyants furent persécutés, et leur église dans le village détruite. Une ferme collective fut ouverte en 1932, et en 1941, de nombreux hommes furent envoyés au front.
Pendant la période post-guerre soviétique, une école, un magasin, une MTS (station de machines et tracteurs), une bergerie, une porcherie, un moulin furent construits dans le village. Un combinat dédiée à l'exploitation forestière fut construit, avec des entrepôts et autres bâtiments. Un petit aéroport fut construit, accueillant des An-2. Il y avait un poste des gardes frontières soviétiques dans le village. Un club, une bibliothèque, un jardin d'enfants et une usine de brique virent le jour, ainsi qu'un hôpital, une clinique vétérinaire et une station météorologique.
Lors du renommage des lieux géographiques en Extrême-Orient en 1972, suivant la rupture sino-soviétique, le nom de la rivière et du village furent changés pour avoir un nom russe. Le nom donné fut Samarga, car des colons étaient originaires de Samara lors des premières années suivant la fondation du village.

### Depuis la fin de l'URSS
En mai 1992, une croix commémorative fut érigée dans le village en l'honneur des exécutés du soulèvement de 1932.
Pendant les années 1990, l'économie s'effondra, et le chômage explosa. L'exode rural se fit ressentir dans le village, alors que la ferme collective, la station météorologique, la station vétérinaire et l'hôpital ont fermé, ce dernier remplacé par un simple dispensaire.
De 2004 à 2020, le village formait une municipalité, l'établissement rural de Maksimovka (ru), avant qu'il soit dissout,.

## Démographie
Recensements (*) et estimations de la population,,,,:
| 1926* | 2002 * | 2010* | 2012 | 2013 | 2014 |
| ----- | ------ | ----- | ---- | ---- | ---- |
| 714   | 252    | 217   | 202  | 199  | 192  |

| 2015 | 2016 | 2017 | 2018 | 2019 | 2020 |
| ---- | ---- | ---- | ---- | ---- | ---- |
| 180  | 179  | 167  | 167  | 155  | 154  |

En 2002, sur les 252 habitants, il y avait 95 % de Russes.
La population est héritière de différentes vagues de migrations, avec ceux venant de Transbaïkalie et de l'Oussouri, puis ceux venant de Sibérie, et de Russie européenne. Des Coréens et autochtones se mêlèrent à la population russe.

## Économie, culture et transports
L'économie, tout comme celle du raïon, est axée sur l'exploitation forestière. Le village possède un bureau de poste ainsi qu'une école secondaire avec aussi un jardin d'enfants.

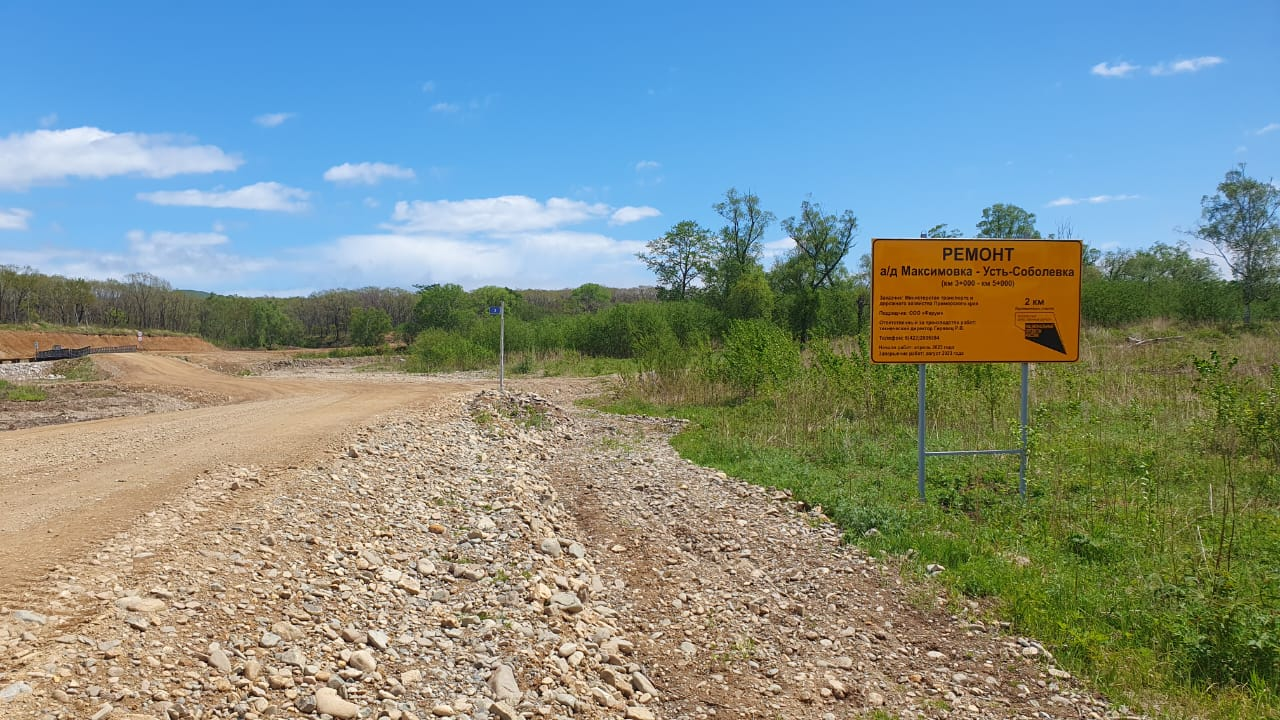
Piste vers Oust-Sobolevka.

En termes de transport, le village est la fin d'une piste, la 05K-460, qui va au nord vers Oust-Sobolevka. Il y a aussi une piste forestière qui va au sud vers Amgou et Terneï depuis le village. Depuis Terneï, le réseau régional, mieux entretenu, prend le relais en direction de Dalnegorsk et de la 05N-100.